# Siyanda Mohutsiwa
Siyanda Mohutsiwa (1993) es una escritora satírica, reconocida internacionalmente, y oradora de Botsuana. Creó la etiqueta satírica #IfAfricaWasABar que se volvió viral en el verano de 2015. Se describe a sí misma como panafricanista.
Desarrolló una charla TED titulada "Is Africa's Future Online?" (Hay futuro de África online) en noviembre de 2015, y otra titulada "Cómo los jóvenes africanos encontraron una voz en Twitter", en febrero de 2016.

## Biografía
Katlo Siyanda Mohutsiwa nació en 1993 en Suazilandia, de donde es su madre; y, se mudó a Botsuana, de donde es su padre, cuando era muy joven. Su idioma inicial era suazi, pero ya reubicada no solo cambió su lenguaje, sino que también dio a conocer que había perdido su identidad suazi y se había convertido en parte de la historia compartida de la identidad africana. Cuando se mudó a Botsuana, Mohutsiwa perdió su capacidad de hablar suazi y se convirtió en una locutora setsuana

### Educación
En octubre de 2016, Mohutsiwa se graduó con un B.Sc. en matemática por la Universidad de Botsuana

## Escritura
Mohutsiwa comenzó a escribir a la edad de cinco años y hacia los doce años estaba escribiendo una columna de opinión en un periódico nacional. A la edad de dieciséis años, estaba escribiendo un blog que se centraba en cuestiones tales como conciencia negra, economía y desarrollo, feminismo africano, y panafricanismo. Algunas de sus notas en el  blog, las recogieron varias estaciones de radio internacionales, incluida la BBC. En 2013, Mohutsiwa fue invitada a contribuir en el blog de Zanews, un sitio de comentarios internacionales de Sudáfrica. También es colaboradora de Mail & Guardian, Siyanda Mohutsiwa ha sido una voz dominante en la escritura de redes sociales, desde al menos 2014. además de ser una "Especialista Joven de UNICEF", escribiendo sobre empleo juvenil, VIH, presión social, y otros temas. Como parte de su trabajo en la presentación de informes sobre cuestiones de la juventud, Mohutsiwa ha participado como ponente destacado en conferencias, como la 21ª Conferencia Internacional sobre el sida celebrada en Durban, Sudáfrica. Sin embargo, la mayoría de sus escritos tienen lugar en Twitter, donde observa las tendencias de las redes sociales y se involucra en el diálogo comunitario en línea. En enero de 2014, comenzó la etiqueta satírica #africannationsinhighschool, que fue utilizada más de 50.000 veces.

### If Africa Was A Bar (Si África fuera un bar)
El 27 de julio de 2015, Mohutsiwa publicó una pregunta en su cuenta personal de Twitter: "Si África fuera un bar, ¿qué estaría bebiendo o haciendo su país?" La etiqueta se usó más de 61.000 veces. Cuando se le preguntó qué inspiró su publicación original, Mohutsiwa respondió: "Pensé que sería una forma divertida para que los africanos se rieran de sí mismos y de los demás al poner la geopolítica bajo una luz cómica".
La discusión se dirigió a otra plataforma de medios en línea, TedTalks, cuando se invitó a Mohutsiwa a debatir acerca de cómo se usan las redes sociales para transformar las conversaciones sociales. Ella discutió que Internet ha cambiado la forma en que las personas manejan los problemas, su capacidad para criticar los estereotipos, sus gobiernos, sus políticas y su identidad. Conduciendo plataformas y reconocimientos más amplios, ella ha discutido cómo las redes sociales han impulsado la cultura en su feed de Twitter, siendo citada como comentarios relevantes por los medios de comunicación internacionales, principales tales como The Independent, BuzzFeed, Variety y otros.